# Na cestě za dětmi
Dokumentární cyklus krátkých filmů Na cestě za dětmi natáčený produkcí FRMOL s.r.o. vysílala Česká televize v roce 2010 jako týdeník, každou neděli před Večerníčkem.
Projekt vytvořil artdirector cyklu Na cestě Mojmír Kučera v produkční společnosti FRMOL s.r.o. ve spolupráci s producenty Vítem Bělohradským a Tomášem Schäferem. Představoval v krátkých portrétech život dětí po celém světě.
Součástí každého dílu bylo namalování obrázku s největším přáním dětského protagonisty.

## Přehled odvysílaných dílů
| pořadí | datum vysílání | název dílu                                 | země                         | režie                             | odkaz na archiv |
| ------ | -------------- | ------------------------------------------ | ---------------------------- | --------------------------------- | --------------- |
| 1      | 03. 01. 2010   | Na cestě za Elisou ze Champagne            | Francie                      | Robert Valica                     | spustit         |
| 2      | 10. 01. 2010   | Na cestě za Ravenou z Fair Isle            | Spojené království           | Otto Kallus                       | spustit         |
| 3      | 17. 01. 2010   | Na cestě za Niamatolláhem z Bamjánu        | Afghánistán                  | Jiří Studnička                    | spustit         |
| 4      | 24. 01. 2010   | Na cestě za Lucíou z Kantábrie             | Španělsko                    | Mojmír Kučera                     | spustit         |
| 5      | 31. 01. 2010   | Na cestě za Candelou z Melilly             | Španělsko                    | Stanislav Škoda                   | spustit         |
| 6      | 07. 02. 2010   | Na cestě za Abdulem z Pandžšíru            | Afghánistán                  | Jiří Studnička                    | spustit         |
| 7      | 14. 02. 2010   | Na cestě za Silvou z jižní Arménie         | Arménie                      | Jiří Studnička                    | spustit         |
| 8      | 21. 02. 2010   | Na cestě za Milicou z Vojvodiny            | Srbsko                       | Jiří Studnička                    | spustit         |
| 9      | 28. 02. 2010   | Na cestě za Richarem z Luque               | Paraguay                     | Mojmír Kučera                     | spustit         |
| 10     | 07. 03. 2010   | Na cestě za Ángelem z Chaca                | Paraguay                     | Mojmír Kučera                     | spustit         |
| 11     | 14. 03. 2010   | Na cestě za Manolisem ze západní Kréty     | Řecko                        | Jiří Novák                        | spustit         |
| 12     | 21. 03. 2010   | Na cestě za Laurou z Benátek               | Itálie                       | Jakub Tabery                      | spustit         |
| 13     | 28. 03. 2010   | Na cestě za Aylou z Ko Tao                 | Thajsko                      | Ladislav Gašpar                   | spustit         |
| 14     | 04. 04. 2010   | Na cestě za Halinou z Horní Lužice         | Německo                      | Vlastimil Žán                     | spustit         |
| 15     | 11. 04. 2010   | Na cestě za Tarifou z Aucklandu            | Nový Zéland                  | Otto Kallus                       | spustit         |
| 16     | 18. 04. 2010   | Na cestě za Evou Vivianou z Asunciónu      | Paraguay                     | Mojmír Kučera                     | spustit         |
| 17     | 25. 04. 2010   | Na cestě za Luisem z Gran Canarie          | Španělsko                    | Kamila Šimková                    | spustit         |
| 18     | 02. 05. 2010   | Na cestě za Connorem z Queenslandu         | Austrálie                    | Martin Froyda                     | spustit         |
| 19     | 09. 05. 2010   | Na cestě za Aimee z Bay of Plenty          | Nový Zéland                  | Otto Kallus                       | spustit         |
| 20     | 16. 05. 2010   | Na cestě za Leyane ze Santiaga de Cuba     | Kuba                         | Stanislav Škoda                   | spustit         |
| 21     | 23. 05. 2010   | Na cestě za Aluou z Almaty                 | Kazachstán                   | Robert Valica                     | spustit         |
| 22     | 30. 05. 2010   | Na cestě za Zarou z Holandska              | Nizozemsko                   | Lucie Výborná                     | spustit         |
| 23     | 06. 06. 2010   | Na cestě za Aderem z Jižního Kivu          | Demokratická republika Kongo | Lenka Klicperová, Jaroslav Jindra | spustit         |
| 24     | 13. 06. 2010   | Na cestě za Vuslat z Niğde                 | Turecko                      | Mojmír Kučera                     | spustit         |
| 25     | 20. 06. 2010   | Na cestě za Zéténym z Panonie              | Maďarsko                     | Otto Kallus                       | spustit         |
| 26     | 29. 08. 2010   | Na cestě za Symbat ze Sedmiříčí            | Kazachstán                   | Robert Valica                     | spustit         |
| 27     | 05. 09. 2010   | Na cestě za Maiou z Havany                 | Kuba                         | Stanislav Škoda                   | spustit         |
| 28     | 12. 09. 2010   | Na cestě za Cameronem z Manu               | Spojené království           | Otto Kallus                       | spustit         |
| 29     | 19. 09. 2010   | Na cestě za Dášou z ruské Karélie          | Rusko                        | Lucie Výborná                     | spustit         |
| 30     | 26. 09. 2010   | Na cestě za Maysun z Berlína               | Německo                      | Ladislav Gašpar                   | spustit         |
| 31     | 03. 10. 2010   | Na cestě za Annou ze Šariše                | Slovensko                    | Vlastimil Žán                     | spustit         |
| 32     | 10. 10. 2010   | Na cestě za Carou ze Shetlandských ostrovů | Spojené království           | Otto Kallus                       | spustit         |
| 33     | 17. 10. 2010   | Na cestě za Sergejem od Oněžského jezera   | Rusko                        | Lucie Výborná                     | spustit         |
| 34     | 24. 10. 2010   | Na cestě za Kamilou od Mazurských jezer    | Polsko                       | David Miřejovský                  | spustit         |
| 35     | 31. 10. 2010   | Na cestě za Jamalem z Marrákeše            | Maroko                       | Stanislav Škoda                   | spustit         |
| 36     | 07. 11. 2010   | Na cestě za Norou z Dubaje                 | Spojené arabské emiráty      | Jan Tobiáš                        | spustit         |
| 37     | 14. 11. 2010   | Na cestě za Georgianem z Transylvánie      | Rumunsko                     | Martin Čech, Roman Vašíček        | spustit         |
| 38     | 21. 11. 2010   | Na cestě za Eszter z Budapešti             | Maďarsko                     | Otto Kallus                       | spustit         |
| 39     | 28. 11. 2010   | Na cestě za Ayoubem z Guelmimu             | Maroko                       | Stanislav Škoda                   | spustit         |
| 40     | 05. 12. 2010   | Na cestě za Dylanem z Dublinu              | Irsko                        | Jiří Studnička, Mojmír Kučera     | spustit         |
| 41     | 12. 12. 2010   | Na cestě za Alejandrem z Lanzarote         | Španělsko                    | Jaroslav Jindra                   | spustit         |
| 42     | 19. 12. 2010   | Na cestě za Tiviziem z Bretaně             | Francie                      | Robert Valica                     | spustit         |
| 43     | 26. 12. 2010   | Na cestě za Joeym ze Seychelských ostrovů  | Seychelské ostrovy           | David Sís                         | spustit         |